# Halsbandspetrell
Halsbandspetrell (Pterodroma brevipes) är en hotad havsfågel i familjen liror som förekommer i Stilla havet.

## Utseende och läte
Halsbandspetrellen är en liten petrell med en kroppslängd på 30 cm. På huvudet syns vit panna övergående i mörkt brungrå hjässa och kinder. Ovansidan är grå. Undersidan varierar mycket: ljusa fåglar är nästan vita, intermediära med mörkt bröstband och mörka mörkgrå förutom på haka och strupe. Jämfört med mycket lika vitvingade petrellen är stjärten längre i förhållande till vingen. Även lätet är mycket likt vitvingad petrell, i engelsk litteratur återgivet som ett staccato "ti-ti-ti", låga klagande och tjocka spinnande ljud samt ett "cher-cher".

## Utbredning och systematik
Halsbandspetrellens utbredningsområde är oklart men den häckar på Fiji där den förekommer på Gau Island och möjligtvis andra öar. Den har tidigare häckat på Cooköarna och kanske fortfarande på Vanuatu och Salomonöarna. Det är konstaterat att den även häckar på Samoa, Amerikanska Samoa och Franska Polynesien. Utanför häckningssäsongen förekommer de pelagiskt över de centrala delarna av Stilla havet.
Halsbandspetrellen delas in i två distinkta underarter med följande utbredning:
- Pterodroma brevipes brevipes – Fiji och Cooköarna
- Pterodroma brevipes magnificens – tros häcka i Banks Islands i norra Vanuatu

Tidigare har den behandlas som underart till vitvingad petrell (P. leucoptera), men även till maoripetrell (P. cooki).

## Ekologi
Halsbandspetrellen häckar i trädbevuxna branter i jordhålor eller bland trädrötter. Ungar har hittats i bon på Fiji från maj till augusti, i Vanuatu i februari. Arten är möjligen relativt stationär och håller sig nära häckningskolonierna, även om vissa fynd har gjorts mellan 10° N och 15° S nästan till Galápagos. Födan är dåligt känd, men tros bestå av bläckfisk och fisk.

## Status
Halsbandspetrellen är en fåtalig art med en världspopulation på endast mellan 1000 och 10000 individer. Studier visar också att den största delpopulationen består av färre än 1000 individer och att den minskar i antal till följd av påverkan från invasiva arter. Internationella naturvårdsunionen IUCN kategoriserar den därför som sårbar.